# Poseidon System
Het Poseidon System is een bewakingssysteem voor zwembaden dat ontwikkeld is door het Franse bedrijf Vision IQ. Sinds het jaar 2000 heeft het systeem al een belangrijke rol gespeeld in het redden van een aantal drenkelingen in verschillende zwembaden.
Het systeem bestaat uit een combinatie van camera's, software en monitoren en draagbare zoemers voor de badmeesters. 
De camera's worden geïnstalleerd in en om het te bewaken bad en vormen de basis van het systeem. Deze camera's maken een constante observatie van het hele bad mogelijk in alle omstandigheden (ook als, bijvoorbeeld, de zon weerspiegelt op het wateroppervlak) en biedt zo een interessant hulpmiddel aan badmeesters, die niet in staat zijn om het hele bad constant te observeren.
De beelden geleverd door de camera's worden verwerkt door de software die bij het systeem hoort. Deze software wordt dusdanig ingesteld dat het systeem "weet" waar alle tegels in het zwembad zijn, waar alle lijnen tussen de tegels en op de badvloer lopen, waar de randen van het bad zijn en dergelijke. Met deze kennis is de software in staat om verstoringen van het normale patroon op te sporen -- zoals een bewusteloze drenkeling die over de lijnen in het bad heen ligt. Wanneer een persoon onder water tot stilstand komt en zich niet binnen een bepaalde tijd weer voortbeweegt, slaat het systeem alarm.
Dit alarm bestaat uit het activeren van de zoemers die de badmeesters bij zich dragen en het aangeven van de locatie van de "verstoring" op de monitoren. Met deze informatie kan een badmeester theoretisch zeer snel ter plaatse zijn om een drenkeling uit het water te halen.